# 25867 DeMuth
25867 DeMuth este o planetă minoră (asteroid), cu un diametru de 2,67 km, din centura de asteroizi. A fost descoperită pe 26 aprilie 2000 la Stația Anderson Mesa de Lowell Observatory Near-Earth-Object Search. 
Obiectul prezintă o orbită caracterizată de o semiaxă mare de 2,2393549 UAi, o excentricitate de 0,15, o înclinație de 0,88065 ° în raport cu ecliptica.